# 苏丹航空
苏丹航空（阿拉伯语：‎）是一家苏丹的国家航空公司，总部设在苏丹首都喀土穆。该航空公司以喀土穆国际机场为枢纽，主要经营国内航线以及北非、中东区域内的国际航线。苏丹航空是阿拉伯航空运输组织的成员。

## 历史

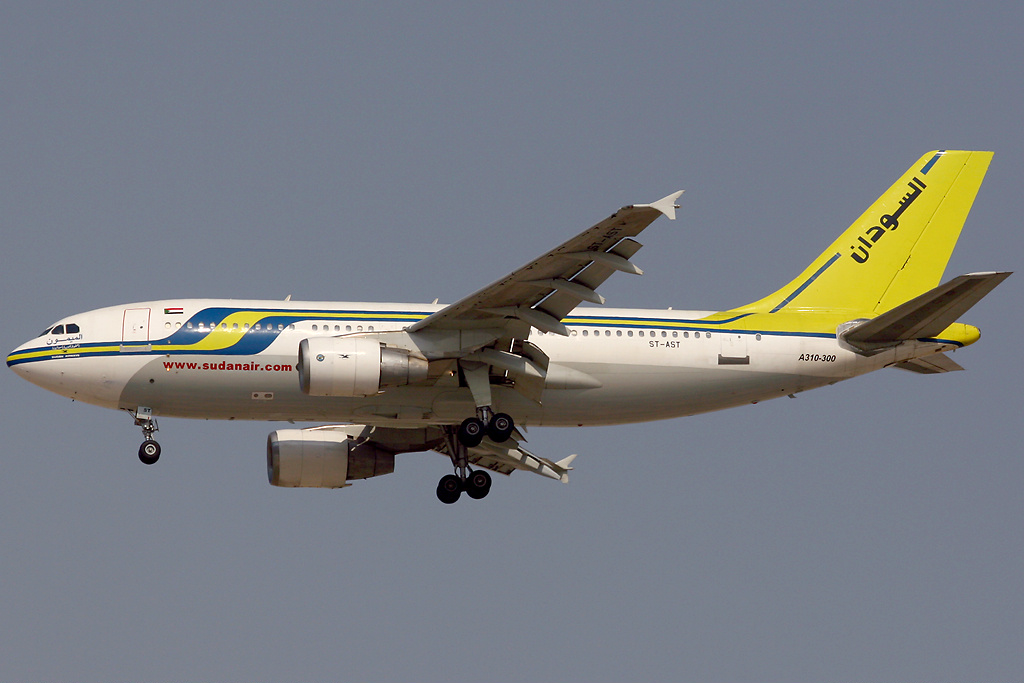
A310

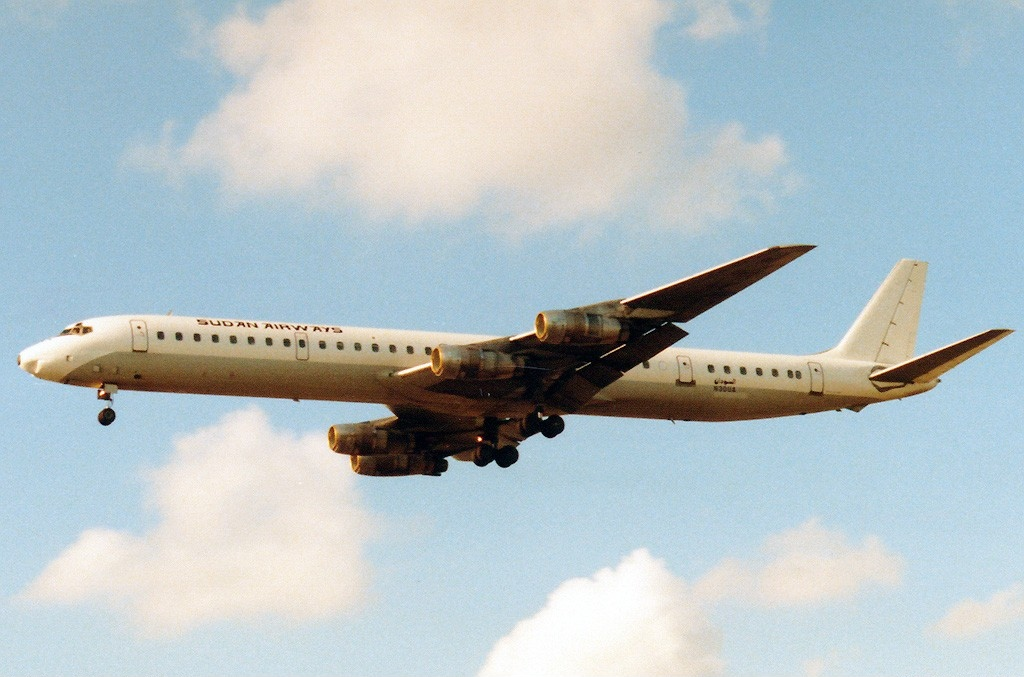
DC-8

苏丹航空成立于1947年，首批飞机是4架哈维兰鸽8座飞机。1952年，苏丹航空引进7架28座的道格拉斯DC-3。这些飞机在飞往亚丁、阿斯马拉、贝鲁特、开罗、吉达等地的国际航线上服务。
1959年，苏丹航空加入国际航空运输协会。后来，苏丹航空成为非洲最早引进福克F27的航空公司。1970年代，苏丹航空开始引进波音707和波音737；1980年代引进福克F50；1990年代引进空中客车A310。
2007年，苏丹政府对苏丹航空进行私有化改革。改革之后，政府仅持有苏丹航空30%的股份。新的投资者正在加强苏丹航空的预订系统、电子客票、电子值机等方面的技术升级。
2008年6月23日，苏丹民航管理局宣布对苏丹航空进行停飞，理由是违反民航安全要求。民航管理局表示这项决定与6月10日发生的苏丹航空109号航班空难无关。但数小时后，苏丹航空排除问题、申诉成功，获准恢复飞行。

## 目的地
截至2009年5月1日，苏丹航空共有8个国内目的地和11个国际目的地。
| 苏丹航空通航目的地 | 苏丹航空通航目的地 | 苏丹航空通航目的地          | 苏丹航空通航目的地 | 苏丹航空通航目的地 |
| ------------------ | ------------------ | --------------------------- | ------------------ | ------------------ |
| 国家               | 城市               | 机场                        | 机场代码           | 备注               |
| 埃及               | 开罗               | 开罗国际机场                | CAI                |                    |
| 衣索比亞           | 亚的斯亚贝巴       | 博莱国际机场                | ADD                |                    |
| 约旦               | 安曼               | 阿勒娅王后国际机场          | AMM                |                    |
|                    | 多哈               | 多哈国际机场                | DOH                |                    |
| 沙烏地阿拉伯       | 吉达               | 阿卜杜勒-阿齐兹国王国际机场 | JED                |                    |
| 沙烏地阿拉伯       | 利雅得             | 哈立德国王国际机场          | RUH                |                    |
| 苏丹               | 法希尔             | 法希尔机场                  | ELF                |                    |
| 苏丹               | 栋古拉             | 栋古拉机场                  | DOG                |                    |
| 苏丹               | 欧拜伊德           | 欧拜伊德机场                | EBD                |                    |
| 苏丹               | 朱巴               | 朱巴机场                    | JUB                |                    |
| 苏丹               | 喀土穆             | 喀土穆国际机场              | KRT                | 枢纽               |
| 苏丹               | 尼亚拉             | 尼亚拉机场                  | UYL                |                    |
| 苏丹               | 苏丹港             | 苏丹港新国际机场            | PZU                |                    |
| 苏丹               | 瓦迪哈勒法         | 瓦迪哈勒法机场              | WHF                |                    |
| 叙利亚             | 大马士革           | 大马士革国际机场            | DAM                |                    |
| 阿联酋             | 阿布扎比           | 阿布扎比国际机场            | AUH                |                    |
| 阿联酋             | 迪拜               | 迪拜国际机场                | DXB                |                    |
| 阿联酋             | 沙迦               | 沙迦国际机场                | SHJ                |                    |

## 机队
截至2024年4月苏丹航空的机队现有以下飞机：
| 机型             | 总数 | 已訂購 | 載客量 | 备注 |
| ---------------- | ---- | ------ | ------ | ---- |
| 空中巴士A320-214 | 1    | —      | 180    |      |
| 波音737-3Z0      | 1    | —      | 138    |      |
| 總數             | 2    | —      |        |      |

## 事故及意外
- 1971年12月6日，苏丹航空一架注册号为ST-AAY的福克F27飞机被劫持后在苏丹城市蒂卡卡迫降，造成9名乘客和1名机组人员丧生，当时机上共载有37名乘客和5名机组人员。[10]
- 1975年3月18日，苏丹航空一架注册号为ST-ADB的哈维兰客机在苏丹辛贾失事。4个乘客中仅有一人幸存，两名机组人员均遇难。[11]
- 1986年8月16日，苏丹航空一架注册号为ST-ADY的福克F27飞机从苏丹马拉卡勒起飞，预定飞往喀土穆。飞机起飞后不久被苏丹人民解放军用地对空导弹击落，机上57名乘客和3名机组人员全部遇难。[12]
- 2003年7月8日，苏丹航空一架注册号为ST-AFK的波音737飞机从苏丹港起飞，预定飞往喀土穆。起飞10分钟后，机组人员报告引擎熄灭，返航时在距机场3英里处坠毁。机上载有106名乘客和11名机组人员，仅有一名3岁男孩幸存。[13]
- 2008年6月10日，苏丹航空109号航班由一架注册号为ST-ATN的空中客车A310-324飞机执行，由约旦安曼起飞、经停叙利亚大马士革后，抵达喀土穆。飞机在喀土穆国际机场降落时遇到恶劣天气，冲出跑道。机上214名乘客及机组人员中共有32人遇难。[14]